# 英特尔
英特爾（英語：Intel Corporation）是世界上第二大的半导体公司，也是首家推出x86架構中央处理器（CPU）的公司，總部位於美国加利福尼亚州圣克拉拉。由罗伯特·诺伊斯、高登·摩爾、安迪·葛洛夫，以“集成電子”（Integrated Electronics）之名在1968年7月18日共同創辦公司，將高階晶片設計能力與領導業界的製造能力結合在一起。英特爾也有開發主機板芯片组、网卡、闪存、圖形處理器（GPU），與對通訊與運算相關的產品等。的廣告標語，Pentium系列處理器以及與微软組成的「Wintel」聯盟在1990年代間非常成功地打響英特爾的品牌名號。
英特爾早期在開發SRAM與DRAM的記憶體晶片，在1990年代之前這些記憶體晶片是英特爾的主要業務。在1990年代時，英特爾做了相當大的投資在新的微處理器設計上與培養快速崛起的个人电脑（PC）工業。在這段期間英特爾成為PC微處理器的供應領導者，而且市場定位具有相當大的攻勢與有時令人爭議的行銷策略，就像是微软公司一樣支配著PC工業的發展方向。而發表的2007年在世界上最強大的品牌排名顯示出英特爾的品牌價值由第15名掉落了10個名次到第25名。自2010年代以来，英特尔开始在市场上面临越来越激烈的竞争，使其在PC市场的主导地位受到挑战，尽管如此，截止到2023年，英特尔仍在x86芯片市场中维持着68.4%的市场份额。而英特尔能独立设计和制造芯片的能力在半导体行业也被认为是罕见的，因为现今大多数芯片设计企业都不具备半导体器件制造能力，是依托晶圆代工厂来生产自己设计的芯片的无厂半导体公司，如英特尔的两个主要竞争对手AMD与英伟达。此外，英特尔亦经营着晶圆代工的业务，但英特尔已于2024年9月宣布会将该业务独立为子公司。

## 企業沿革
Intel的成長史可以分為幾個明顯的區段，在以下分段敘述之。

### 創辦起源
1955年，「電晶體之父」威廉·肖克利離開贝尔实验室，創建肖克利半導體實驗室，並吸引許多有才華的年輕科學家加入。但很快，肖克利的管理方法和怪異行為引起員工的不滿。其中，被肖克利稱為「八叛逆」的罗伯特·诺伊斯和高登·摩爾等八人聯合辭職，並於1957年10月共同創辦仙童半導體公司。後來讓Intel在1990年代有著決定性地位的匈牙利人安迪·葛洛夫是於1963年在高登·摩爾的邀請下加入仙童半導體公司。
由於仙童半導體快速發展，導致內部組織管理與產品問題日益失衡。1968年7月，仙童半導體其中兩位共同創辦人罗伯特·诺伊斯、高登·摩爾請辭，並於同年7月16日以“集成电子”（Integrated Electronics）一名共同創辦英特尔公司。安迪·葛洛夫也志願跟隨高登·摩爾的腳步，成為英特爾第3位員工。在安迪·葛洛夫的口述自傳中表示，如果以「他是英特爾第3位員工」的角度來看，他是「英特爾創辦人之一」。但若以所有权來說，因未受邀1美元價格購股，所以是首位自願加入的員工。
在剛創立新公司時，高登·摩爾與羅伯特·諾伊斯想要將新公司命名為「摩爾·诺伊斯」（Moore Noyce）。不過這個名稱聽起來像（“更多雜訊”，一般解作“噪音”），不太適合用於電子公司。於是在決定以的字首組成的“Intel”之前，大約有一年的時間他們使用「NM電子」來做公司名稱。不過當時Intel的品牌已經被一家連鎖旅館註冊，所以當時他們就買下Intel商標才成為現今的Intel公司。

### 快速成長
在剛創立的時候，Intel製造半導體的能力在當時而言是相當突出的，而當時他們主要的產品是SRAM的晶片。Intel在70年代時因為擴廠與升級製程的關係，能夠主導多種記憶體的生產，因而業務增長。
1971年，Intel製造出第一顆處理器Intel 4004；1972年製造出第一台微型计算机，而在80年代初期他們的主要業務還是在DRAM晶片。不過，競爭力日益提升的日本半導體製造商在1983年大大的降低半導體市場的利潤，同时IBM PC（IBM個人電腦）的成功讓Intel的CEO Grove深信要將公司透過開發方向指向處理器，來改變業務模式的基本方向。而在80年代的這十年之中發現這個決定是相當正確的，造成Intel在這10年間空前增長，成為最主要（和最有利可圖）的在PC產業的硬體供應商。

### 成長趨緩
2000年之後，由於高階處理器的需求成長減緩，來自新興市場的競爭者逐漸地獲得不小的市場份額，Intel的支配地位因此被削弱。在2000年初時CEO克雷格·貝瑞特當時決定拓展公司在半導體產業之外的業務，不過最後少部分是成功的。
2005年，CEO保羅·歐德寧要重新把業務重點放在處理器核心與各式平台的晶片組，僱用超過20000名員工將公司改組。不過由於利潤降低，在2006年9月Intel發佈重組計劃，導致在2006年7月有高達10%的員工被解僱，而在劍橋大學的研究實驗室也在2006年底關閉。
2006年6月27日，Intel發佈售出XScale的技術。Intel同意以價值6億美元現金和承擔具體的法律責任售出XScale處理器的業務給邁威爾科技有限公司。這一步是Intel有意要讓業務重點更集中於x86核心架構與伺服器業務。而售出案於2006年11月9日完成。

### 產品結構調整
2010年8月23日，英特爾以每股48美元現金收購安全軟件公司McAfee，交易總值約76.8億美元
2015年6月2日，英特爾以每股54美元現金收購可程式化邏輯半導體公司Altera，交易總值167億美元現金
2017年3月13日，英特爾斥資153億美元收購以色列自駕技術公司Mobileye
2019年7月26日，英特爾旗下的智能手機調制解調器業務及一系列專利和大約2200名員工，被蘋果公司斥資10億美元收購。
2019年12月16日，英特爾斥資20億美元收購以色列AI晶片製造商Habana Labs。
2020年10月20日，英特爾向SK海力士出售闪存及存储业务。

## 行銷歷史

### SRAM與微處理器

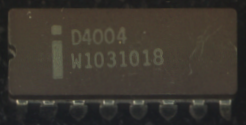
Intel 4004處理器

Intel第一個主力銷售產品是移位暫存記憶體與隨機存取記憶體IC，而在70年代時Intel成為這三種競爭激烈的DRAM、SRAM與ROM市場中的領導廠商。就在此時，英特爾的幾位工程師，分別是Marcian Hoff、Federico Faggin、Stanley Mazor、Masatoshi Shima共同發明第一顆微處理器Intel 4004。本來的發展是讓日本Busicom公司生產的計算器中替換一些應用導向積體電路，雖然微處理機直到80年代中期才成為Intel的營業核心，不過Intel 4004在1971年11月15日就在大眾市場推出，比記憶體更早。

### 從生產DRAM到處理器
在個人電腦領域在萌芽的1983年時，日本的記憶體晶片製造廠日益壓縮Intel的利潤，而當時的總裁安迪·葛洛夫計畫將公司帶領發展至微處理器的方向走。葛洛夫在他寫的一書「十倍數時代」（Only the Paranoid Survive）中對這次轉型的敘述。他的計劃中一個關鍵因素是觀念，接著是周全的考慮，想要讓8086微處理器由自己獨立生產。
虽然當時礙於積體電路的製程無法讓Intel獨立生產以應付消費者的需求，但格羅夫還是在三個不同位置的工廠開始生產處理器，並停止授權晶片設計給像是Zilog與AMD的競爭對手。當PC工業位於蓬勃發展的80年代與90年代時，Intel是其中最大的受益者。

### Intel，x86處理器，與IBM PC
儘管在英特爾，處理器是多麼的重要，4004處理器與後繼的8008與8080在當時還不是Intel最主要的收入來源。而接下來於1978年設計完成的8086（以及削弱版的8088），英特爾展開了一項名為「征服運算」（Operation Crush）的大型市場推廣及銷售活動，有意的要儘可能的說服消費者去使用他的處理器。當時的活動導致IBM創立了IBM個人電腦事業部，雖然這一點的重要性在當時並沒有充分使用。
而IBM在1981年發表他的個人電腦，而且迅速的大受歡迎。而在1982年，Intel推出80286微處理器，而這顆處理器在兩年後使用在IBM PC/AT上。而第一家IBM PC相容機製造廠商Compaq在1985年推出了搭載80286的桌上型電腦，而在1986年也很快的推出搭載80386的電腦，在PC相容系統的市場與IBM互相競爭，也確立了Intel為最大的重點組件供應者。
而在1975年，公司開始了一項計畫去開發一個高度先進的32位元微處理器，最後在1981年時以Intel iPAX 432的名稱推出。而該計畫的要求過高而處理器始終無法滿足其性能指標，所以並沒有在市場上取得成功。此時Intel則是擴展x86架構到32位元。

#### 386處理器

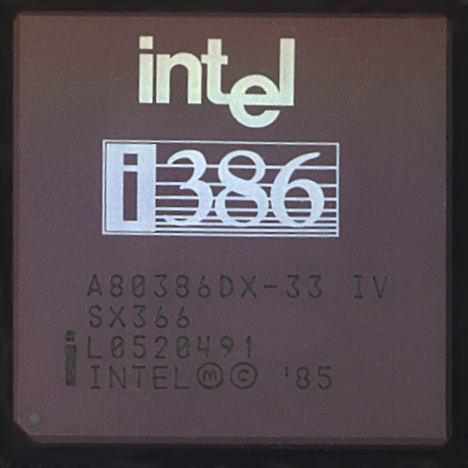
Intel 80386 DX-33處理器

在這段期間安迪·葛洛夫大力將公司發展目標改變，結束很多DRAM的業務與將公司的資源指向微處理器的業務，不過也許比這件事情更重要的是他決定將獨自生產386處理器。在這之前，處理器製造廠是處於未成熟階段，而且由於製造過程的問題而常常降低產量或是停止生產中止提供給使用者。而為了要降低這種衝擊，就會迫使很多製造廠製造同款晶片來維持供需平衡。像是8080與8086系列的微處理器就有好幾家工廠共同生產，當時比較有名的製造廠則是Zilog與AMD。葛洛夫決定就不授權386的架構給其他製造廠，而在Intel自家在加州、奧勒岡州、亞歷桑納州等三處不同地方的工廠生產處理器，而讓買家相信不會供不應求。而在Compaq Deskpro 386成功確立了386處理器是好的CPU選擇，Intel也成功的達成了自身生產處理器的能力。而這樣利潤就能幫助更迅速的發展高性能晶片設計和高性能製造能力，讓Intel在1990年代早期能夠位於不被質疑的領導位置。

#### 486、Pentium與Itanium

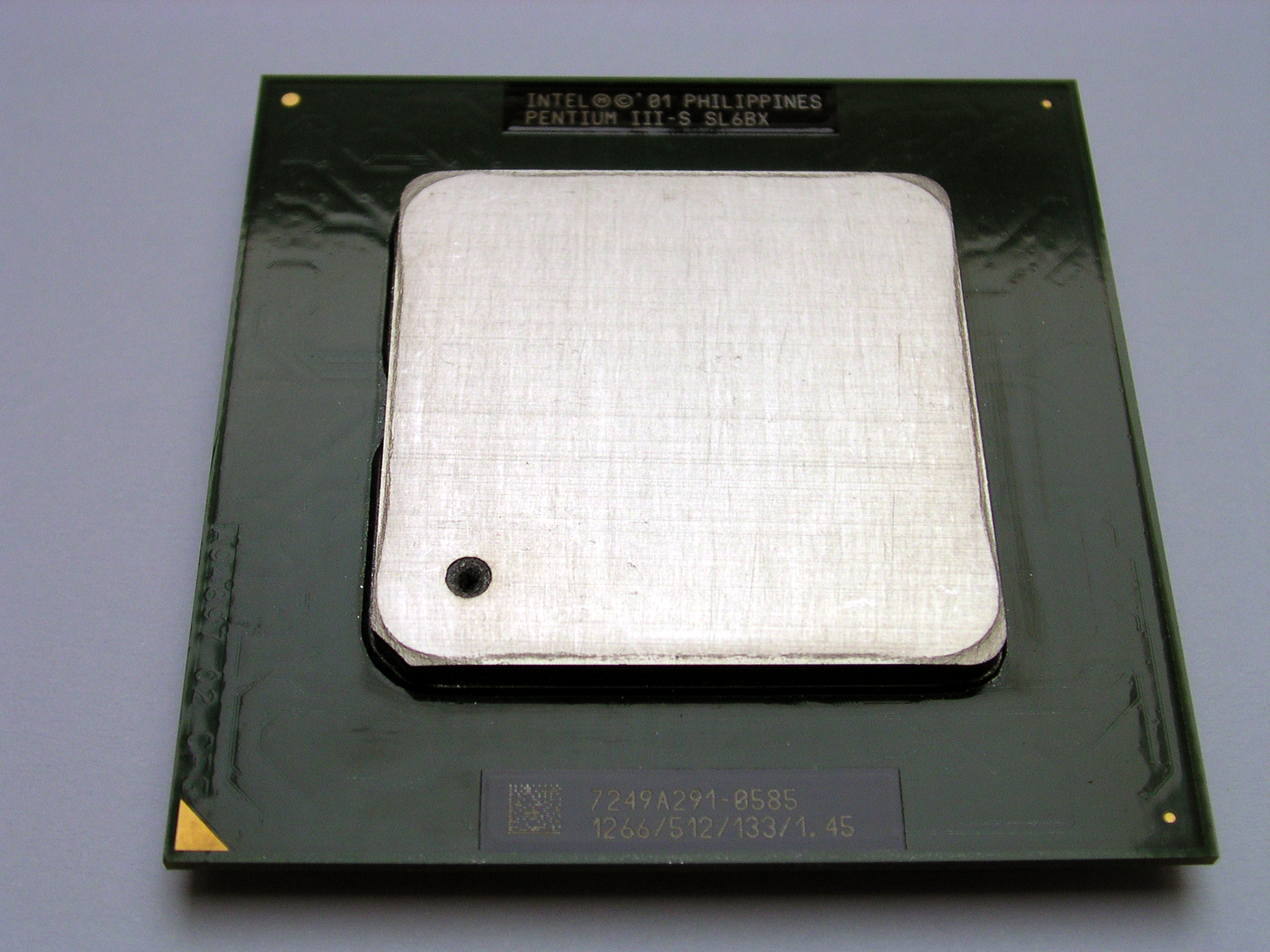
後期的Intel Pentium III處理器

Intel在1989年發表了486處理器，而且1990年時正式完成編組第二組設計團隊，由此團隊設計P5與P6處理器，而且要加速新型處理器的推出時間，從以往的4年以上改為2年推出。由於當時修法改為數字無法當作註冊商標，P5在1993年以Pentium的名稱推出。而P6在1995年以Pentium Pro的姿態推出，而更進步的Pentium II則是在1997年出現。而新的處理器架構是在加州的聖塔克拉拉與奧勒岡州的希爾斯柏勒交互推出的。
聖塔克拉拉的設計團隊在1993年動手參與x86架構的後繼者，架構代號稱為P7。第一次嘗試被中止約一年的時間，但很快的經由與HP的工程師合作繼續開發。而開發成果是在2001年6月推出IA-64的64位元架構的Itanium。但是Itanium執行原先的x86應用程式的性能卻不如預期，而且它也無法有效的與最先AMD提出的64位元x86架構（AMD64，之後被Intel採納并包裝成EM64T）相互競爭。目前，Intel已停止開發與佈署Itanium處理器。
而希爾斯柏勒的團隊設計出代號為P68的Willamette處理器，並以Pentium 4的名稱推出市場，而在後期加入了64位元的延伸集給部分的Pentium 4與Intel Core 2處理器。而既有晶片的改造團隊則幾乎都是在以色列的海法開發的。

#### Pentium處理器瑕疵
在1994年6月，Intel的工程師在Pentium處理器的浮點運算部分發現一個瑕疵。只要以一個特定的浮點數字進行除法運算，就會在低位元處造成錯誤，而這個浮點運算的錯誤會造成之後運算數值的誤差越來越大。而Intel在未來推出的處理器上修正這個問題，不過之後則是拒絕透露更多有關這個瑕疵的問題。
在1994年10月，林渠堡學院的Thomas Nicely教授發現這個bug之後立刻回報給Intel，但是始終沒有得到任何答覆，於是在10月30日將有關這個bug的訊息發佈到網路上。而這則bug的訊息則是很快的在網路上傳開而被業界新聞採用發佈。由於很容易讓一般的使用者「體驗」到這個bug（只需要開啟計算機程式運算此數字即可「體驗」），而Intel針對此問題的聲明稿指出，這是製造過程中出現細微的輸入錯誤，而這則聲明稿不被許多電腦使用者接受。而在1994年的感恩節，紐約時報跑新聞的記者John Markoff聚焦在這個錯誤上作文章。這時Intel才改變態度而決定召回這批有問題的晶片。這個動作造成Intel在1994年少了5億美元的年營收。

#### Intel Inside、Intel系統部門與Intel架構實驗室
在這段期間，Intel採用了兩種主要的方式讓該公司生產的處理器能夠在市場上廣泛接受。第一項是在1990年開始，而且眾人皆知的Intel Inside行銷以及「貼標籤」運動。這項運動讓Intel從一個默默無聞的PC組件供應商搖身成家喻戶曉的品牌。而第二項則是在90年代初期建立的Intel系統部門，該部門是在製造個人電腦的主機板，而且內附CPU及記憶體。不久之後，Intel開始製造已組裝完成的「白牌」系統提供給一些如雨後春筍般出現的小型PC組裝公司。於是在90年代中期的極盛時期，Intel製造了超過15%的個人電腦，躍居於第三大的PC提供者。而Intel為了讓小型的PC製造廠能夠與大型的PC製造廠競爭，更讓小型製造廠加速採用最新的處理器與架構，像是PCI匯流排、USB以及其他介面。這樣就能夠讓新的處理器加速普及率。

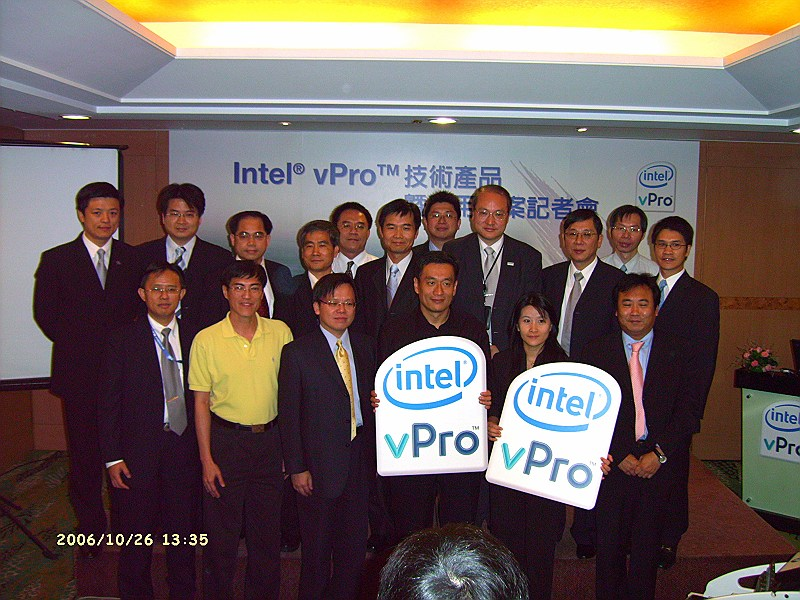
VPro企業方案的台北論壇

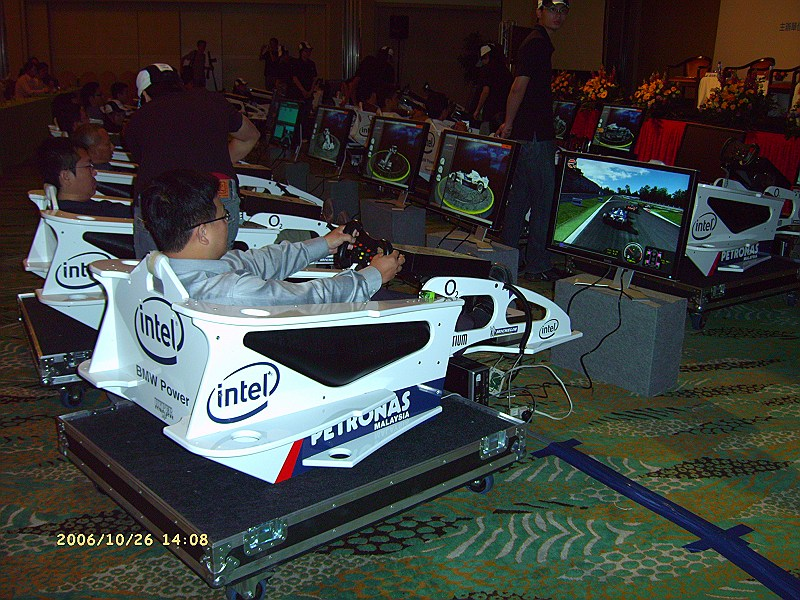
英特尔F1賽車模擬器

而在90年代，Intel的架構實驗室（IAL）是很多硬體介面的推手，像是PCI匯流排、USB、藍芽，以及提供於多處理器伺服器的當代先進架構。IAL在軟體方面的努力在早期也有部分成果，但是後來軟體的趨勢則是往微軟的方向走。而Intel與微軟之間的競爭關係則是可以從IAL的副總裁史提芬·麥基迪與微軟的反托拉斯的訴訟中窺知一二。
而另一項讓Intel的新款處理器得以迅速普及的是微軟的Windows作業系統的版本更新，理由是每次更新Windows作業系統就需要更強的處理器來達到最佳體驗。從Windows 95、Windows 98、Windows 2000，直到Windows XP甚至是Windows Vista都是與當代的硬體技術互相對補。

### 多核心處理器與未來發展
2006年9月6日Intel宣佈重組架構及提出節流方案內容，在2007年中前裁員1萬5千人，把員工總人數裁減至9千2佰人。
9月7日，英特爾公司宣佈推出博銳技術。11月14日，英特爾公司宣佈推出面向伺服器的至強5300處理器和面向桌上型電腦的Core 2 Extreme Quad-Core CPU。
2007年，英特爾宣佈將會重返圖形芯片市場。第一款產品會命名為Larrabee。在ATI和3Dlabs的出售過程中，英特爾得到了大部分3Dlabs工程師和部分ATI的工程師，該產品就是由他們設計。有人擔心缺乏驅動程式的配搭，顯示卡效能不能有效發揮。Larrabee能運行萬億次運算，在首發時可能會有24至32個核心，次年升級到48個。開發者可利用英特爾提供的Ct編程模式，去發揮Larrabee的功能。Ct編程模式建基於C語言和C++語言，會分配工作到不同的核心。

### 與蘋果公司的合作關係
在2005年6月6日、蘋果公司的CEO 史提夫·賈伯斯宣佈Apple會從長久使用的PowerPC架構轉移到Intel的x86架構，因為PowerPC的未來計劃並非Apple需要的。第一台配備Intel CPU的蘋果電腦於2006年1月10日推出，而Apple起初宣佈在2007年底將旗下產品全部轉換為使用Intel的晶片，不過隨後發布轉移計畫會提前到2006年底完成，不過Apple在2006年8月的時候就已經將所有旗下產品全部轉移至Intel平台了。而Apple的伺服器產品Xserve則是在2006年11月開始使用Intel Xeon處理器，提供的系統配置則是與Apple的Mac Pro相似。
苹果在2020年6月的苹果全球开发者大会中的一系列讲座中宣布了其将Mac迁移至苹果芯片的计划。整个迁移将持续“大约兩年”，且第一台基于ARM的Mac已在2020年11月發布。

## 企業事宜

### 領導團隊與企業架構
在1968年創立Intel的時候，當時的CEO是羅伯特·諾伊斯，在1975年則由高登·摩爾擔任CEO的位置。安迪·葛洛夫在1979年擔任公司總裁的位置，而摩爾在1987年坐上董事長的位置時，則是輔以CEO稱號給葛洛夫。在1997年葛洛夫接替摩爾擔任董事長，而貝瑞特則是接任總裁的位置。而歐德寧之前是公司總裁，而且對Intel的設計持續相容於IBM PC的重要推手，於是2005年5月18日時貝瑞特將該公司的大權轉移到保羅·歐德寧。而董事會推舉歐德寧擔任CEO的位置，且貝瑞特接替了葛洛夫董事長的位置。而葛洛夫雖然從董事長的位置下台，但Intel還是保留了特別顧問的位置給他。
而目前Intel董事會的成員包括：
- Craig Barrett
- 查倫·巴爾舍夫斯基
- Susan Decker
- James Guzy
- Reed Hundt
- Paul Otellini
- James Plummer
- David Pottruck
- Jane Shaw
- John Thornton
- David Yoffie[28]

### 僱員
Intel並不是典型的矽谷企業，它的企業文化並不會像Google或是昇陽那麼的隨性。它內部有相當嚴格的精英，能夠獲得豐富的工作酬勞，而且並不會長期看輕內部的僱員。
而這家公司之所以能夠遠近馳名，主要得力於它的執行團隊。Intel已抵制了走向「局外人」的行政總裁。保羅·歐德寧在Intel度過30年的老公司時擔任CEO的角色。他的所有高層幕僚都已經通過多年的考驗。在許多情況下，英特爾公司的高層管理人員已用他們的所有職場生涯奉獻於Intel，這在矽谷是一個非常罕見的事情。
Intel有一條強制退休政策，只要執行長達到65歲時就強制退休，但其中只有一個CEO貝瑞特，是真正在65歲退休。以往的所有CEO的退休年齡都低於65歲；葛洛夫在62歲時退休，而羅伯特·諾伊斯和高登·摩爾都在58歲時退休。而57歲的歐德寧在長期生涯中都在一人之下萬人之上的位置，他有可能到65歲而退休的CEO。
公司內沒有一個人有專屬的辦公室，甚至歐德寧也是在工作空間（一個開放式樓層使用各式隔板隔出空間）裡工作。採用這種工作空間的設計目的是使僱員們達成平等原則，但是有些新進員工卻難以適應這樣子的改變。在業界中Intel並不是唯一採用此方案的公司，HP其實也有相似概念的無辦公室設計。
Intel也有製程設備在加州以外的地方，如中國、以色列、愛爾蘭、菲律賓、哥斯達黎加、俄羅斯等地。Intel在美國僱用了比較多來自科羅拉多、麻州、亞利桑那、新墨西哥、奧勒岡、德克薩斯、華盛頓州及猶他的員工。在奧勒岡的Intel僱用了超過16,000名員工，而這些員工主要來自Hillsboro。而Intel在新墨西哥及亞歷桑納的分部也都超過10,000名員工。

#### 多樣性
Intel有多樣化的員工群體。他們的員工群體是以種族、國籍、性別認同和宗教自由為編群組。在1994年，Intel是最早擁有同性戀、雙性戀以及跨性別群組的其中一家公司，而且也有穆斯林員工群，還有猶太員工群，以及以聖經為主的基督教員工群。
在2002年人權運動發表了第一份企業平等指數，英特爾得到了100%的評價，而且2003年與2004年的評比也都保持著優良的評價。此外，2005年的Working Mother雜誌評選的100個最好公司中，Intel也名列其中。不過，Intel的工作做法仍有受到批評的時候，最著名的就屬其與前僱員Ken Hamidi的訴訟案。

### 財務
Intel的公司市值為1534.2億美元（2007年10月31日時）。他以INTC的名稱公開的能夠在那斯達克上交易，而且也是下列股匯市指數的成員：道瓊工業指數、S&P 500、NASDAQ-100、費城半導體及GSTI Software Index。
INTC是一個被廣泛持有的股票，幾乎58.5億。機構投資者和共同基金持有60%的股權，而公司內部人，包括高登·摩爾和安迪·葛洛夫，持有股份約只3%。Intel在目前的上市歷史中，最高收盤價是在2000年8月31日的74.87美元，而到2002年9月23日時的最低收盤價為14.62美元，而在2007年10月底，股價則是在25.50至26.50元波動。

### 摩爾定律
1965年高登·摩爾在《電子學》雜誌（Electronics Magazine）第114頁發表了影響科技業至今的摩爾定律。

### 廣告及品牌營銷

#### 聲波標誌
眾所皆知的「D♭  D♭  G♭  D♭  A♭ 」的聲響是由沃尔特·沃佐瓦寫的。

#### Intel Inside

1990年4月至2005年
「內有英特爾（中國大陸）/Intel Inside（台灣）」

1989年4月，技術助理-丹尼斯·李·卡特認為英特爾的微處理器80386無法取代80286，主因是終端消費者不會想要80386所提供的強大運算能力，卡特認為必須直接說服80386微處理器才是終端消費者所需要的產品，之後在葛洛夫的支持下，卡特在丹佛市報紙廣告登上將286黑體字畫上紅色「X」，報紙下一版面即出現386並引用文字說明它的優點，此廣告隨後在全美報紙刊登，並帶動80386銷售量。
卡特認為:「我們希望處理器在電腦中佔有更顯眼的位置，她極為重要卻看不見，人們不知道微處理器的存在，它們不認識我們。」「英特爾需要一個品牌，品牌名稱不會是386或是486，數字不能登記為商標。」，卡特主張針對終端消費者提出完整行銷計畫-「Intel Inside」，他希望打大眾廣告也和電腦品牌合推廣告，也是就是說電腦商如果廣告中包含「Intel Inside」以及其生產的電腦中也貼有「Intel Inside」貼紙，英特爾願意分攤廣告成本。另外當廣告和電腦出現英特爾的品牌可能會造成資訊混亂，沖淡自身品牌價值，所以在「Intel Inside」中的Intel寫的樣式和公司正式商標不同。此計畫於1990年4月展開，最先在美國、歐洲及日本發起「Intel Inside」計畫，隨後應Pentium處理器的推出，Intel在中國大陸及港澳地區推出「給電腦一顆奔馳的芯」宣傳語，2003年Intel微調「Intel Inside」Logo，直到2005年5月，歐特裡尼擔任執行長調整組織架構及推動配套行銷再造工程為止。

#### Leap Ahead
2006年1月，为配合Intel刷新品牌形象，Intel正式启用“Leap Ahead”作为品牌口号。

#### Sponsors of Tomorrow
2009年啟用新的廣告词，中国大陸中文譯名是「與您共創明天」，而台灣中文譯名是「驅動未來」。

#### Look Inside
2013年6月，為配合Haswell架构的處理器發布，英特爾啟用了Look inside這一全新的營銷主题，它与“Intel Inside”遥相呼應，希望拉近与消费者距离。

#### Experience What's Inside
2015年，為配合第6世代Core處理器發布，Intel推出該口號。

## 競爭對手
在1980年代時，英特爾在全球是前十大的半導體銷售的業者（1987年是第10名），而在1991年以後，英特爾達到了第一名的位置之後就沒有再變動了。而其次的半導體公司包括AMD、三星、德州儀器、東芝與意法半導體。
在個人電腦晶片組方面的競爭對手包括威盛電子、矽統科技、AMD與NVIDIA。而在網路方面的競爭對手有飛思卡爾、英飛凌、博通、Marvell與AMCC、台灣積體電路公司，而Intel在快閃記憶體的競爭者則是飞索、三星、奇夢達、東芝、意法半導體與海力士。
而唯一在x86處理器市場中能夠與Intel相抗衡的是AMD，在1976年的時候AMD與Intel有完整的交叉授權協議：雙方能夠在一定時間後使用對方的專利技術而不用遭受起訴。但如果有其中一方破產或是被併吞，此交叉授權協議就會自動取消。而像VIA或全美達這種比較小的競爭對手就生產應用於小型電腦或是可攜式組件的低耗能處理器。2010年第二季全球個人電腦中央處理器市場佔有率，Intel以80.7%位列第一，第二是AMD佔19.0%，VIA則佔0.3%。

### 訴訟官司
在2005年9月，英特爾向法院提交了針對AMD的訴訟（英），反駁AMD的指控，並聲明其商業行為是公平和合法的。在這次的反駁，Intel展開了合法辯護的基礎，像是解析AMD侵略性的策略以及指出AMD如今的市場定位，是由於拙劣的商業決策以及管理上的無能，包括製造業的基本能力，以及過分依賴承辦的晶片廠所導致的。
法律專家預測這場官司因為Intel的回應指出它們不太可能設法去清算AMD，而且很有可能會打好幾年。
在2006年10月，全美達提出了Intel侵害在電腦架構以及節能技術的專利訴訟。而在2007年10月，全美達與英特爾的訴訟案已經宣告終結，對Intel判處第一年1.5億美元以及之後5年共2000萬美元的罰金。這兩家公司同意放棄起訴對方，而Intel已獲得一項永久的非專屬授權，能夠在10年內使用當前和今後全美達的專利技術在Intel晶片裡面。

### 監管機構的反競爭指控
而在2007年7月，歐盟委員會正式指控Intel多數針對主要競爭對手AMD的反競爭行為。這項指控可以溯及2003年時，包括給予優惠的價格給電腦廠商，廠商獲得的大多數或全部來自英特爾的CPU，同時電腦製造商就延遲或取消推出採用AMD晶片的產品，並提供低於成本的CPU晶片給政府和教育機構。英特爾根據這項指控回應時表示，這些指控既毫無根據也很無稽，是為了對消費者釋出善意才會出現其市場行為。而律師Bruce Sewell也回應說，委員會誤解了一些關於價格和製造成本事實的假設。
在2008年2月，公司發言人宣佈，Intel在慕尼黑的辦公室已被歐盟競爭監管機構為調查其經營手法而被「搜查」。Intel也報告說，他正在配合調查。如果他們找到扼殺競爭的證據，英特爾最高會被罰款其年度收入的10%。而Intel的競爭對手AMD隨後也會針對這些指控推出一個網站。
在2007年9月，南韓監管機構正式指控英特爾違反反托拉斯法。該調查始於2006年2月，南韓官員突擊檢查Intel的韓國辦事處。如果罪名成立，該公司有可能被罰款高達年銷售額的3%。
2023年9月22日，欧盟宣布对英特尔滥用市场地位、操控x86核心处理器产品罚款3.7636亿欧元，理由包括英特尔付款给惠普、宏碁、联想等电脑商，以延缓对手产品的上市。

### 收購NVIDIA的傳聞
2009年12月，據國外媒體報導，自7月AMD收購ATI的交易公佈以來，就一直有傳聞稱英特爾將做出回應，收購ATI的主要競爭對手NVIDIA。
按照股價計算，NVIDIA的市值已經超過100億美元，英特爾發言人拒絕就此發表評論，稱該公司不會就市場傳聞發表評論。另一方面，通過收購ATI，AMD進入了一個新市場——圖形芯片市場。但對於英特爾而言，收購NVIDIA無法帶來同樣的效果，因為該公司早已開始生產圖形芯片。此外，NVIDIA首席執行長黃仁勳目前還不太可能交出公司控制權。Pacific Growth Equities分析師塞特亞·西拉拉（Satya Chillara）表示：「從各個方面來看，這一交易都存在太多變數。」
消息人士稱，Intel正在與NVIDIA探討進一步合作。除了技術授權之外，Intel甚至有可能收購NVIDIA。
消息人士稱，如果Intel收購NVIDIA，那麼NVIDIA CEO黄仁勳可能會担任Intel CEO。
由於投資者對公司在移動领域的表現感到不滿，Intel董事會有史以來第一次考慮從外部選拔CEO。交接將在2013年5月完成，屆時現任CEO保羅·歐德寧（Paul Otellini）將退休。繼歐德寧後，Intel董事會正考慮從外部選拔CEO，黄仁勳会成為這一人選吗？消息人士暗示，Intel的這一舉動可能與它在移動業務方面欠缺實力有關。Intel若要收購NVIDIA，不僅會收購其移動處理器部門，也會將GeForce顯示卡業務一併收購。由於證券市場的保密規定限制，兩家公司都不能透露任何信息。此前，IntelSandy Bridge和Ivy Bridge處理器將採用GeForce顯示卡晶片的傳言流出後，NVIDIA予以了否認。

## 軼事
Intel除了幾年一次的大改款之外，接下來推出新產品後，大都把技術一點一點的放在新產品上進行小改款，而產品效能幾乎都差不多。因此被網友戲稱在擠牙膏，Intel則被網友笑稱是牙膏廠。對此，Intel也順勢玩起了擠牙膏的梗，與高露洁官方宣布在中國大陸推出聯名牙膏盲盒。

## 争议

### Core 2 Duo的廣告爭議
在2007年，Intel發表了一份紙本的廣告，其廣告內容為一個辦公室內有6位非洲裔美國選手同時相向起跑，而站在他們之間為一位白人男性。這則廣告很容易引起黑人向白人鞠躬下跪的聯想，而被指出為種族歧視。不久Intel整合行銷副總南希·巴格特就此對外發佈聲明，指出這篇廣告是「冷漠且有汙辱性質」。而這股風波則是在幾位英特爾主管在網站上作公開道歉而快速的平息。

### 供應商來源争議
2021年12月，英特尔被发现在其一份向供应商写的信当中提到，其投资者和客户询问该公司是否从中国新疆采购产品或服务，同时多个国家和地区的政府已限制来自新疆的产品，因此该公司需要确保其供应链不使用任何来自新疆的产品及服务。该信件被披露后，其官方微博下涌现大量辱骂英特尔的评论。英特尔酷睿代言人王俊凯也于12月22日宣布解除与英特尔的合作关系。
针对供应链问题，英特尔于12月23日發表声明回应称，信件中关于新疆的描述這是出於表示確保遵守美国法律的初衷，并对信件在中国合作伙伴引起的疑问和顾虑表示遗憾，向中國客戶、供应商和公众道歉。另外，中华人民共和国外交部也对此事做了表态。2022年1月10日，《华尔街日报》记者查询英特尔官网，發现供應商信件已经更新，其中“不使用任何来自新疆的產品及服務”之类的字句被删除。

### 處理器召回爭議
2024年7月，英特爾表示其推出的13、14代處理器因處理器微碼發生特定算法錯誤，進而過度提高處理器工作電壓，導致處理器出現不穩定現象，更使處理器發生燒毀。英特爾表示預定於2024年8月釋出修復更新，但也同時表示此類更新無法修復受影響之產品，並聲明不會召回相關受影響之產品，引起受害者不滿。儘管英特爾已針對受影響處理器延長2年保固，但仍無法抑制消費者的怒火，美國律師事務所Abington Cole + Ellery發起對英特爾有關的集體訴訟。

### 被中国网络空间安全协会点名
2024年10月16日，中国网络空间安全协会发布文章《漏洞频发、故障率高，应系统排查英特尔产品网络安全风险》，文章指出英特尔的安全漏洞问题频发，亦批评产品可靠性差，建议对英特尔产品启动网络安全审查。翌日，英特尔中国表示“将与相关部门保持沟通，澄清相关疑问”，强调坚定承诺其产品安全和质量。

## 處理器系列[74]

### 嵌入式
- 80186

### 桌上型
- 8086
- 8088
- 80286
- 80386
- 80486
- Pentium
- Pentium Pro
- Pentium MMX
- Pentium II
- Celeron
- Pentium III
- Pentium 4
- Pentium D
- Celeron D
- Core 2
- Pentium Dual-Core
- 賽揚雙核（Celeron Dual-Core）
- Core i3
- Core i5
- Core i7
- Core i9
- Core Ultra 5
- Core Ultra 7
- Core Ultra 9

### 筆記型
- Pentium（1993-至今）
- Pentium II（1997-1999）
- Pentium III Mobile（1999-2003）
- Pentium 4 Mobile（2000-2006）
- Pentium M（2003-2007）
- Celeron M（1998-至今）
- Celeron（1998-至今）
- Core
- Core 2
- Atom（2008-至今）
- Core i3（2010-至今）
- Core i5（2009-至今）
- Core i7（2008-至今）
- Core i9（2017-至今）
- Core 3（2023-）
- Core 5（2023-）
- Core 7（2023-）
- Core Ultra 5（2023-）
- Core Ultra 7（2023-）
- Core Ultra 9（2023-）

### 伺服器
- Pentium II Xeon（1998年發佈）
- Pentium III Xeon（1999年發佈）
- Xeon（1998年-現在）
- Itanium（2001年-2017年）
- Itanium 2（2002年-現在）

## 晶片組
只列舉桌上型晶片組，不包含移動平臺，工作站與伺服器用晶片組。完整型號請至英特爾晶片組列表條目。
- 430系列－是Intel早期的晶片組，該晶片組支援Socket 7的奔騰MMX處理器，支援PCI和ISA插槽。
- 440系列－其中440BX是Pentium II時期的經典之作。
- 810系列－這是Intel第一款款採用集成顯示卡的晶片組。不支援AGP，使得不能使用AGP顯示卡。
- 815系列－搭配Pentium III處理器，其中的815EPT正式支持Tualatin核心的處理器。
- 850系列－早期的850是為了配合Pentium 4的倉促上市而設計的，採用不成熟的Socket 423插座並搭配昂貴的RDRAM內存使得它與Socket423的Pentium 4同時被淘汰出局。新的850E後來作為工作站級別的晶片組上市。
- 845系列－為了摒棄昂貴的RDRAM記憶體而設計的搭配SDRAM記憶體的晶片組。隨著DDR記憶體的上市，英特爾又推出了845D以及後續的845E、845G等晶片組。
- 848／865／875系列－為全面支持含Hyper-Threading技術的Pentium 4處理器而設計的晶片組，首度支持雙通道記憶體技術（848P為865系列的簡化版本，去掉了對雙通道記憶體技術的支持）、SATA硬碟、AGP8X和USB2.0等新技術。
- 910／915／925系列－過渡產品，配合採用LGA 775封裝的處理器，支援最新的PCI Express與DDR 2內存，而915系列則保留了對Socket 478、AGP以及DDR內存的支援。只有925系列支持Pentium 4 Extreme Edition處理器。
- 945／946／955系列－在原915／925晶片組的基礎上，增加了對Pentium D雙核心CPU的支持。其中955和975系列支持了Pentium Extreme Edition處理器。945GT Express晶片組更是支持了Core Duo處理器。使用VRM11的975系列主板更支援Intel Core 2系列處理器。
- 963／965／975系列－加入對Core 2系列處理器的支援，另加入原生的雙通道DDR 2 800MHz的支援。採用新的命名方法，將標識英文字母前置。
- x3x（31／33／35／38）系列－於965系列的基礎上加入1333MHz外頻的支援，並於P35／X38等高階晶片組中加入DDR3支援。[75]採用新的命名方法，以第一個英文字母代表類型（如P35是獨立晶片組、G35是內建顯示功能的晶片組），及最尾的數字代表級別（如G35、G33、G31中以G35最高階）
- x4x（41／43／45／48）系列－x3x系列的改良版，將外頻提升到1600MHz，並支援最新的PCI Express2.0。
- x5x（55／57／58）系列－支援LGA 1366與LGA 1156封裝的處理器Celeron／Pentium／Core i3／i5／i7的晶片組，高端型號採用QPI與處理器連接，中低端型號採用DMI與處理器連接，不設記憶體控制器——北橋，改為內建於處理器中。
- x6x／C20x（61／65／67／68／202／204／206）系列－支援LGA 1155封裝的處理器Celeron／Pentium／Core i3／i5／i7的晶片組。
- x7x／C216（75／77／79／216）系列－支援LGA 2011與LGA 1155封裝的處理器Celeron／Pentium／Core i3／i5／i7的晶片組。Z77/H77/Z75/C216是x6x及C20x系列的改良版，支援SATA 3.0、USB 3.0。
- x8x／C22x（81／85／87／222／224／226）系列－支援LGA 1150封裝的處理器Celeron／Pentium／Core i3／i5／i7的晶片組。優化了多項硬碟傳輸性能。
- x9x／C612（97／99／612）系列－支持LGA 2011為LGA 1150封裝的處理器Celeron／Pentium／Core i3／i5／i7的晶片组。Z97/H97是x8x系列的改良版。全系列增加對M.2接口的支持。X99與C612是第一個支持DDR4記憶體的晶片組。
- x1x0／C23x（110/150/170/232/236）系列－支持LGA 1151封裝的處理器Celeron／Pentium／Core i3／i5／i7的晶片組。全系列增加對SATA Express接口以及DDR4記憶體的支持。優化了PCIe存儲性能。
- x2x0／C422（250/270/299/422）系列－支持LGA 2066為LGA 1151封裝的處理器Celeron／Pentium／/Core i3／i5／i7／i9的晶片組。Z270/H270/Q270/Q250/B250是x1x0系列的改良版。全系列增加對Intel Optane固態硬碟的支持。
- x3x0／C24x（310/360/370/390/242/246）系列－支持LGA 1151封裝的處理器Celeron／Pentium／Core i3／i5／i7／i9的晶片组。由於Coffee Lake-S CPU可能會在高端Z270主板上燒掉，因為某些針腳的（供電）壓力太大。所以Intel增加此改良版，並只支持Coffee Lake-S系列CPU，且不可向下或向上相容。
- x4x0（410/460/470/480/490）系列－支持LGA 1200封裝的處理器Celeron／Pentium／Core i3／i5／i7／i9的晶片組。
- x5x0／C25x（510/560/570/580/590/252/256）系列－支持LGA 1200封裝的處理器Celeron／Pentium／Core i3／i5／i7／i9的晶片組，全系列增加對PCI EXPRESS 4.0的支持。
- x6x0（610/660/670/680/690）系列－支持LGA 1700封裝的處理器Celeron／Pentium／Core i3／i5／i7／i9的晶片組，全系列增加對PCI EXPRESS 5.0以及DDR5 SDRAM的支持。
- x7x0／C26x（710/760/770/790/262/266）系列－支持LGA 1700封裝的處理器Celeron／Pentium／Core i3／i5／i7／i9的晶片組，全系列不再支持Intel Optane。

## 外部連結
- 官方网站：美國（英語）、亞太（英語、新加坡）、台灣、中國大陸、韓國
- 英特尔的Instagram帳戶
- 英特尔的Facebook專頁
- 英特尔的Facebook專頁
- 英特尔的Twitch频道（Intel Gaming）